# Illice pacata
Illice pacata là một loài bướm đêm thuộc phân họ Arctiinae, họ Erebidae.